# Vosvalk
De vosvalk (Falco alopex) is een roofvogel uit de familie der valken (Falconidae).

## Verspreiding en leefgebied
Deze soort komt voor in centraal en westelijk Afrika.

## Status
De grootte van de populatie is in 2001 geschat op 10.000-100.000 individuen. Op de Rode lijst van de IUCN heeft deze soort de status niet bedreigd.